# Barrage d'Ataköy
Le barrage d'Ataköy (en turc Ataköy barajı) est un barrage de Turquie. Situé immédiatement en aval du grand barrage d'Almus ce petit barrage sert aussi de lac de décharge pour le barrage qui le domine.

## Sources
- (en) www.dsi.gov.tr/tricold/atakoy.htm Site de l'agence gouvernementale turque des travaux hydrauliques